# ERYX
El ERYX es un misil anticarro portátil guiado por cable (ATGM) producido por la compañía europea MBDA. Es empleado por varios países, incluyendo las fuerzas canadienses además de los ejércitos francés y noruego. También puede ser usado contra búnkers y casamatas. Asimismo cuenta con cierta capacidad antiaérea para derribar helicópteros volando a baja altura, ya que está limitado por su cable guía. Fue nombrado como una serpiente del desierto conocida por su agilidad. Entró en servicio en 1994.

## Desarrollo
Gracias a un acuerdo entre los gobiernos de Francia y Canadá firmado en 1989 para coproducir el sistema de misiles ERYX éste entró en servicio en 1994.
El Eryx comenzó como un proyecto del Ministerio francés de la defensa a finales de 1970 para reemplazar al lanzacohetes de corto alcance LRAC F1 STRIM 89mm en el ejército francés. El requisito era por un arma antitanque capaz de derrotar a cualquier tanque de batalla principal conocido o futuro en un rango máximo de alcance de 600 metros con precisión considerable, incluso en los días ventosos. 
Aerospatiale, la firma aeroespacial y de defensa de Francia, consideró que desde un punto de vista práctico era imposible diseñar un cohete antitanque no guiado capaz de cumplir los estrictos requerimientos. El sistema de armas que Aerospatiale ofrecía era básicamente un misil antitanque de muy corto alcance guiado: el ACCP (Anti Char Courte Portee. El primer prototipo fue entregado al Ministerio francés de Defensa para la prueba en 1982. El puesto de tiro de pruebas utilizó una versión a escala del sistema de rastreo y guía del misil MILAN, pero fue encontrado poco práctico en las pruebas de campo, tanto desde el punto de vista técnico como de costos.

### ERYX mejorado
MBDA se acercó al gobierno de Canadá dos veces, una en 2005 y nuevamente en 2006, con una propuesta para desarrollar una versión mejorada del Eryx que ofrecería un alcance mejorado, así como la mira y de las capacidades de lucha contra blindaje como una forma de ampliar la vida en servicio del Eryx. El gobierno canadiense optó por no participar en el programa de mejora, ya que no cumplía con los nuevos requisitos de las Fuerzas Armadas canadienses, y competiría con un proyecto de sustitución en curso. En 2007, MBDA proporcionó el financiamiento para el desarrollo de un sistema mejorado de Eryx. El nuevo sistema dispone de una nueva mira térmica no refrigerada que utiliza un nuevo sensor bolométrico. MBDA afirma que la nueva mira es más silenciosa, reduce el peso, aumenta la duración de la batería y ofrece un alcance de detección mayor que el alcance máximo del propio misil. El Eryx mejorado también incluye un simulador de entrenamiento. El sistema fue mostrado a un cliente potencial de Oriente Medio en octubre de 2009.

## Características[5]
El misil utiliza un "lanzamiento suave" a baja velocidad, lo que permite dispararlo desde espacios confinados y operarlo en emplazamientos urbanos. Una vez lanzado es acelerado por un motor principal hasta su máxima velocidad de 245 metros por segundo a 600 metros, los que alcanza en 4.3 segundos. La baja velocidad inicial es controlada por el uso de empuje vectorial. El misil cuenta con dos escapes en la parte media que se encienden cuando el misil rota.
El sistema Eryx consiste de un misil con un diámetro de 136 mm empaquetados en un tubo en el cual se transporta y almacena hasta ser utilizado y de un puesto de disparo que comprende los sistemas de encendido, detección y medición. El misil puede ser emplazado y listo para disparar en 5 segundos. Durante el vuelo del misil (4,2 segundos para 600 metros), el tirador debe mantener sólo el visor en el blanco ya que emplea una guía del tipo SACLOS (Semi-Automatic Command to Line of Sight). El misil lleva una baliza infrarroja que es detectada por la estación de disparo, la cual calcula la corrección de deriva y la envía al misil a través de un cable que se libera detrás de los misiles. El misil aumenta su protección a contramedidas pulsando la luz emitida. Asimismo emplea dos cargas de guerra en tándem para superar los blindajes reactivos: una carga pequeña al frente y la mayor en la parte posterior.
La velocidad de salida del tubo es lo suficientemente baja para permitir disparar desde una cámara cerrada a través de una ventana y por tanto, con discreción y bajas perturbaciones laterales en su camino inicial. En el lanzamiento del misil de velocidad es de 18 m/s, poco después la aceleración del motor impulsa el misil a 300 m/s.
El misil viaja en autorrotación propulsado por un solo cohete, lo que hace su construcción económica. Puede ser disparado desde el hombro o un trípode.
La última versión de Eryx tiene una carga militar en tándem que le permite atravesar 900 mm de blindaje o 2,5 m de hormigón.

## Operadores
Brasil
 Chad
 Francia: 700 lanzadores y 12.000 misiles encargados.
 Malasia: 274 en inventario. Adquiridos para la misión de la ONU en Bosnia durante la década de 1990. En servicio con la 10 Brigada Paracaidista. Serán reemplazados por nuevos ATGM.
 Arabia Saudita
 Turquía: Producido bajo licencia de MKEK.

## Antiguos operadores
Canadá. 435 lanzadores y 4.500 misiles. Retirado de servicio en 2016.
 Noruega424 lanzadores y 7.200 misiles.

## ERIX en videojuegos
Recientemente el ERYX aparece en battlefield 2 para PC.